# Убийство Тугче Албайрак
Тугче Албайрак (тур. Tuğçe Albayrak; 28 ноября 1991 года, Бад-Зоден-Зальмюнстер, Германия — 28 ноября 2014 года, Оффенбах-ам-Майн, Германия) — немецкая студентка турецкого происхождения. Ранним утром 15 ноября 2014 года она помешала домогательствам трёх мужчин к двум девушкам в ресторане в Оффенбах-ам-Майне. После этого на Албайрак совершил нападение мужчина (предположительно — 18-летний Санель М.). В результате нападения девушка получила тяжёлую черепно-мозговую травму и позже впала в кому. 26 ноября была диагностирована смерть мозга.
Тугче Албайрак жила в Гельнхаузене и до самой смерти училась на преподавателя немецкого языка и этики в Гисенском университете.

## Смерть
Точный ход событий, приведших к смерти Тугче Албайрак, по состоянию на 29 ноября 2014 года ещё не установлен, но следующие данные уже известны: ранним утром 15 ноября 2014 года Албайрак посетила ресторан быстрого питания «Макдональдс» в Оффенбах-ам-Майне. Там молодые мужчины домогались двух девушек 13 и 16 лет. Албайрак вмешалась вместе со своими знакомыми, но, тем не менее, по неизвестным причинам конфронтация продолжилась и дальше. Когда Албайрак покинула трёх своих подруг в ресторане, её остановил преступник и повалил на землю так, что у неё произошло внутричерепное кровоизлияние, после чего она впала в кому, из которой так и не вышла. 26 ноября 2014 года была диагностирована смерть её мозга. Двумя днями позднее аппарат жизнеобеспечения был отключён её родителями.
Для поиска реконструкции событий полиция взяла на проверку 60-минутную запись камер видеонаблюдения. По утверждению газеты, протоколировавшей видео, на нём изображено, как преступник ударяет Тугче Албайрак. Далее ясно видно, как она падает и неподвижно лежит в дальнейшем на полу. Кроме того, в видео по непроверенным данным видно, что преступник со своими знакомыми покидают место и оставляют её лежать без сознания.
В предварительное заключение взят предполагаемый преступник, по словам прессы являющийся 18-летним мужчиной сербского происхождения. Его обвиняют в причинении телесных повреждений, приведших к смертельному исходу. Он также принимал участие в домогательствах к девушкам. По сообщениям некоторых СМИ, в домогательствах к девушкам, которых защитила Тугче Албайрак, принимали участие ещё два серба. Frankfurter Rundschau в связи с этим возразила сообщениям о сербской национальности предполагаемого преступника, так как по информации FR он происходит из региона Санджак юго-западной Сербии, в котором проживают в большинстве своём мусульмане-боснийцы. Полиция Оффенбах-ам-Майна не предполагает, что данное преступление было совершено по этническим мотивам.
Полиция после смерти Тугче Албайрак искала девушек от 13 до 16 лет, которым Тугче хотела помочь, как важных свидетелей. Дядя Тугче, Ясин Албайрак, обратился к девушкам с просьбой дать показания полиции.
В итоге убийца был приговорён к трём годам в исправительном заведении.

## Реакция
На веб-сайте Change.org житель Ганновера организовал онлайн-петицию, которая за три дня собрала более 100 000 подписей за награждение Тугче орденом «За заслуги». Премьер-министр земли Гессен, Фолькер Буфье (ХДС), также предложил посмертно наградить Тугче данным орденом. Президент Германии Иоахим Гаук сказал, что он проверит, может ли Тугче быть награждена.
Президент Гаук выразил семье Тугче Албайрак свои соболезнования. В своём письме её семье он написал, что, «как и многие граждане, потрясён данной трагедией». Девушка по его словам «заслужила наши всеобщие благодарность и уважение» и навсегда останется примером. «Когда другие люди игнорировали ситуацию, Тугче стала достойным подражания образом смелости и гражданского мужества», сказал Гаук.
Сотни людей участвовали 27 ноября в марше молчания до ресторана быстрого питания, где произошёл инцидент, чтобы проститься с Тугче Албайрак. Люди в толпе были одеты в футболки с фото Тугче и надписью «Seni seviyoruz» (с тур. — «мы любим тебя») и держали плакаты с надписями «Danke Tuğçe» (с нем. — «спасибо, Тугче»). Ресторан быстрого питания был закрыт во время отпевания 28 ноября, что было произведено «из уважения к страшной потере её семьи и друзей». Тысячи людей по всей Германии присоединились к молчаливым бдениям 29 ноября, во время которых Давид Мартелло играл на рояле композицию River Flows in You южнокорейского композитора Yiruma, которая была любимой композицией Албайрак. В СМИ распространилась любительская видеозапись того, как Албайрак играла эту композицию на выпускном. В Турции внимательно следили за трауром по Тугче Албайрак. Государственное турецкое СМИ Анадолу описало реакцию в Германии словами «Немецкая общественность шокирована». Такие британские газеты, как The Guardian и The Independent, сообщили, что в Германии Тугче чествовали «как национальную героиню».
Нападающий сборной Швейцарии по футболу Харис Сеферович из клуба «Айнтрахт Франкфурт» посвятил забитые в матче голы против «Боруссии Дортмунд» (2:0) умершей Тугче, также показав футболку с надписью «Tugce = #Zivilcourage #Engel #Mut #Respekt» (нем. «Тугче = #гражданское_мужество #ангел #смелость #уважение»).